# Pakistan International Airlines
Pakistan International Airlines (Urdu پاکستان انٹرنیشنل ایئر لائنز, kurz PIA) ist die staatliche Fluggesellschaft Pakistans mit Sitz in Karatschi und Basis auf dem Karachi/Jinnah International Airport.

## Geschichte

### Gründung und erste Jahre

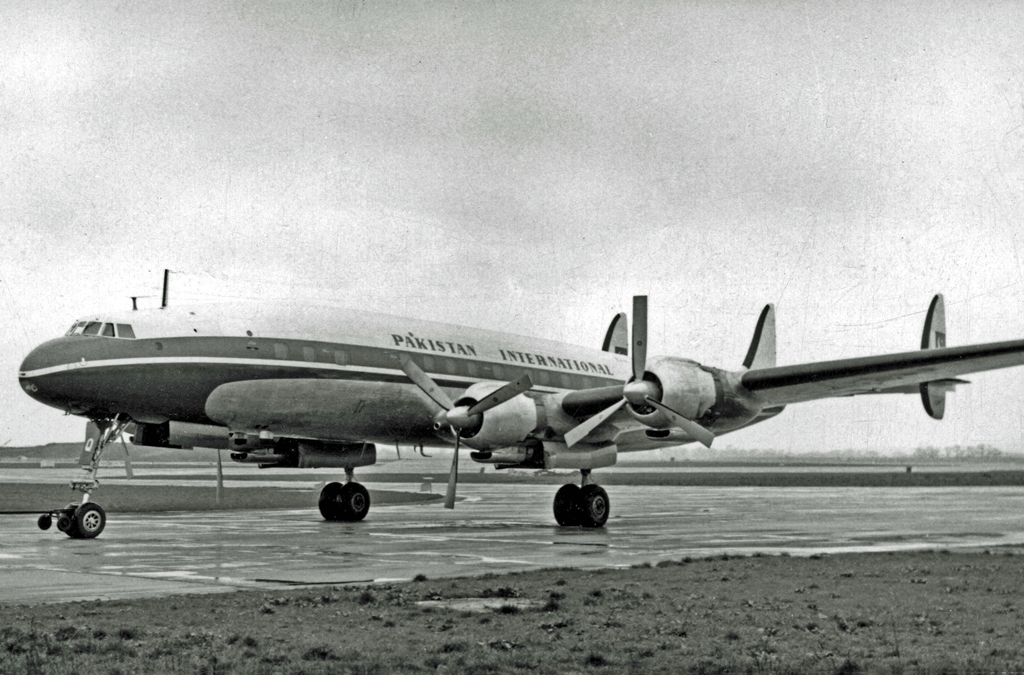
Lockheed L-1049 Super Constellation der PIA, London 1955

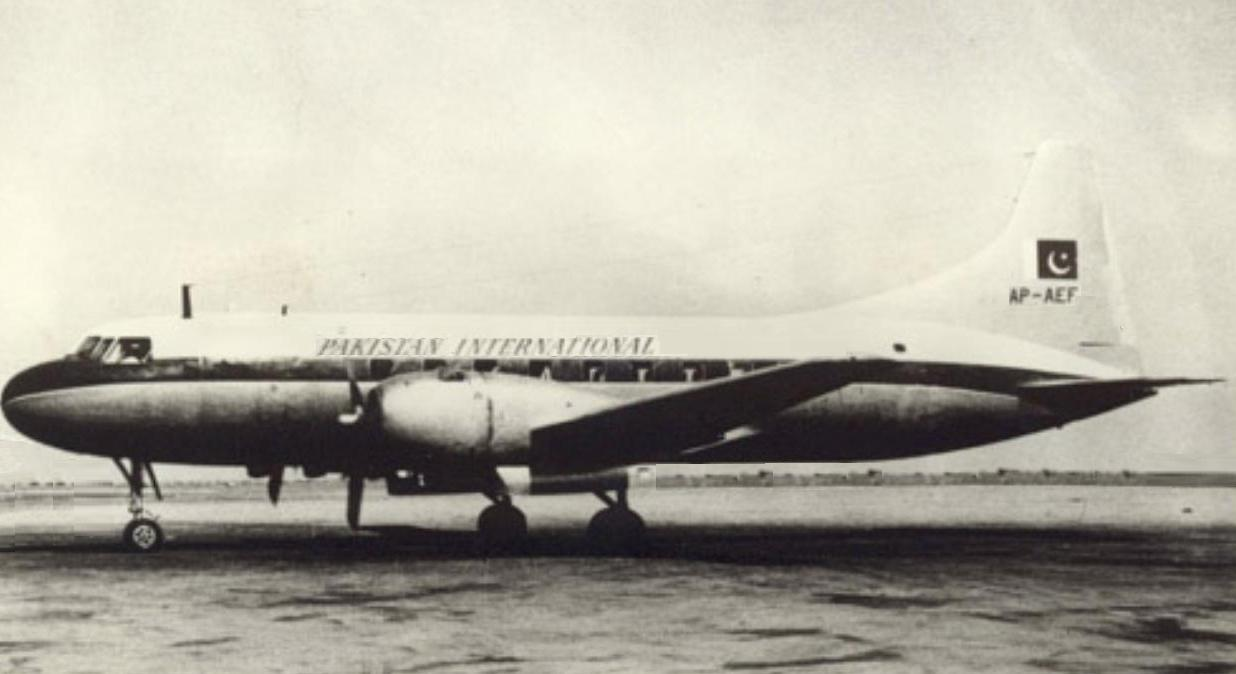
Convair CV-240 DER PIA

Im Jahr 1951 wurde Pakistan International Airlines von der damaligen Regierung Pakistans gegründet. Zunächst wurden nur Flüge in Ostpakistan (heute Bangladesch) durchgeführt. Aber erst mit der Übernahme der wirtschaftlich stark angeschlagenen Orient Airways am 11. März 1955 wurde der internationale Flugbetrieb aufgenommen. Von Karatschi aus startete Pakistan International Airlines mit Lockheed Constellation nach London-Heathrow über Kairo und Rom. Für die Inlandsflüge wurden Convair CV-240 und DC-3 eingesetzt. Im Jahr 1956 bestellte PIA zwei Lockheed Super Constellation und fünf Vickers Viscount. Die Viscount lösten die DC-3 ab.

### PIA im Jetzeitalter

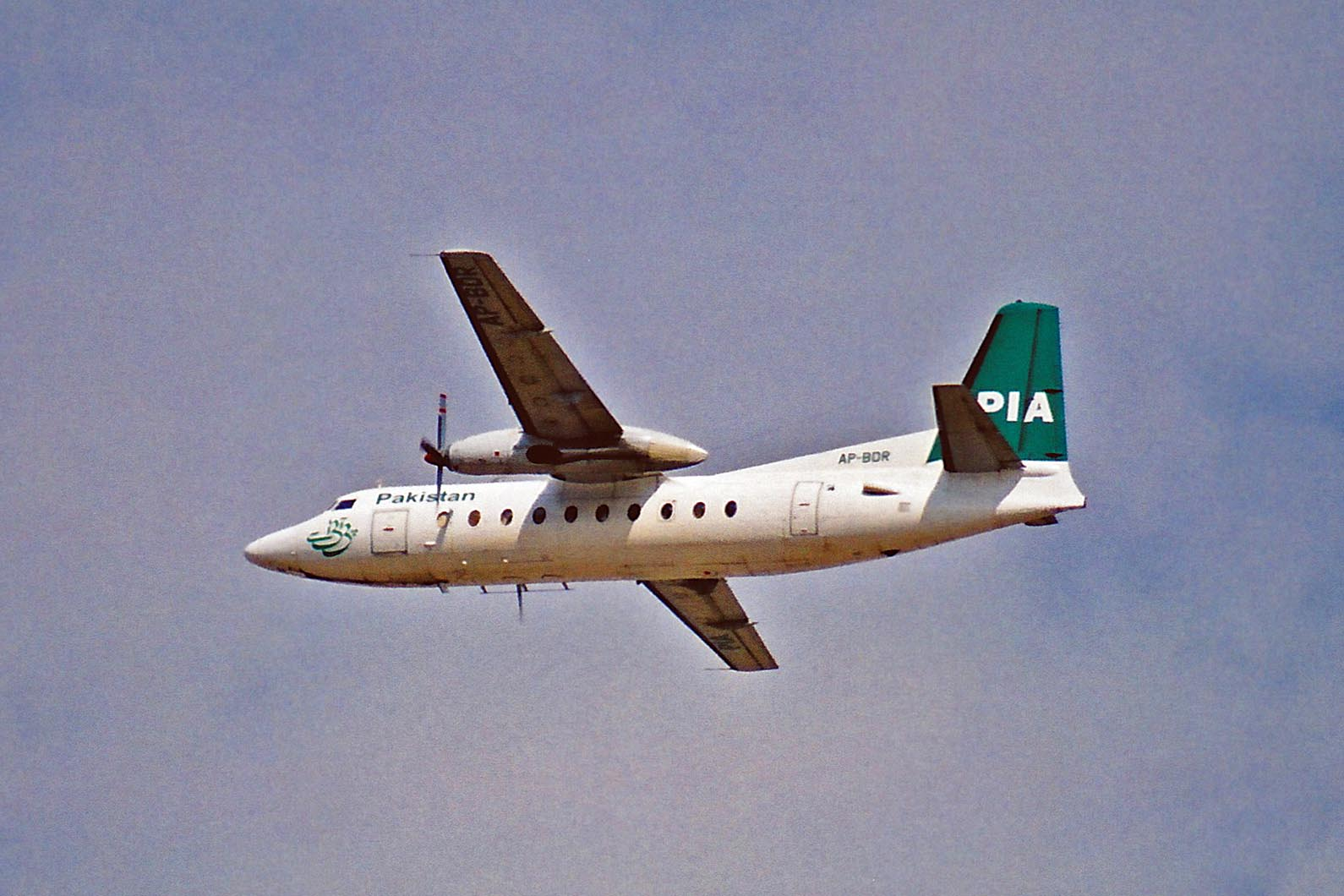
Fokker F-27 der PIA, Sharjah 2000

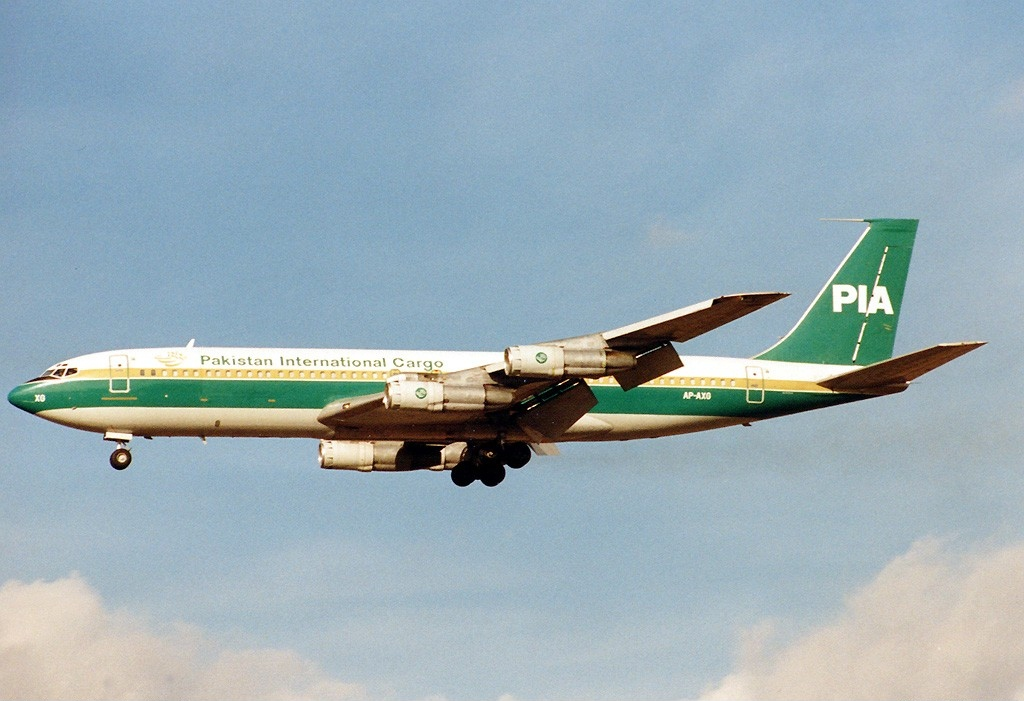
Boeing 707 der PIA, Frankfurt 1990

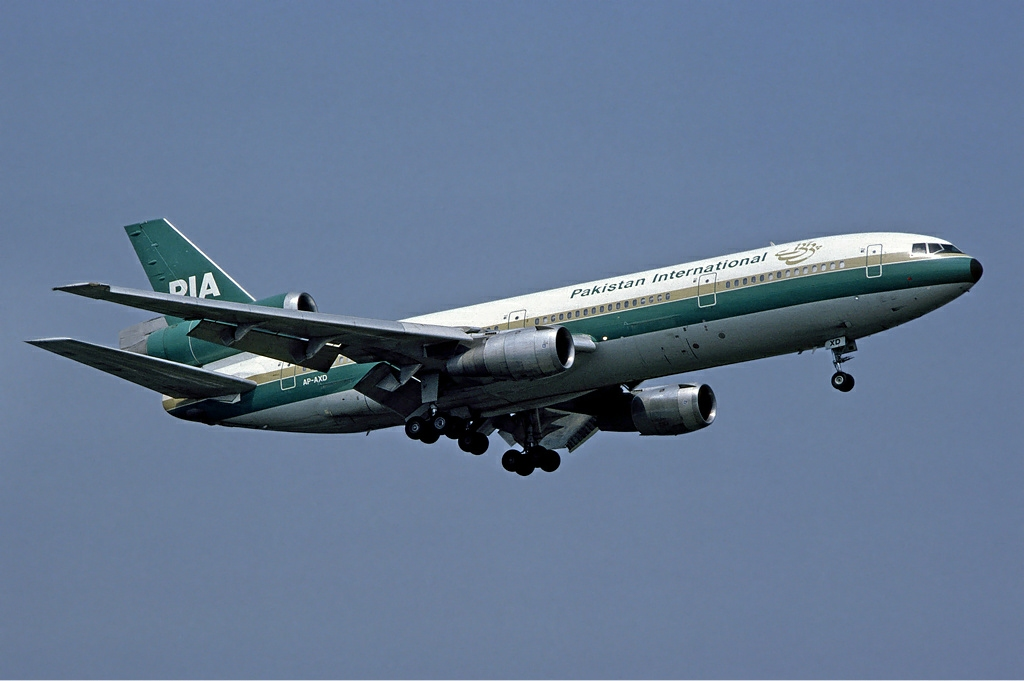
McDonnell Douglas DC-10-30 der PIA im Jahr 1983

Im März 1960 erhielt Pakistan International Airlines als erste asiatische Fluggesellschaft eine Boeing 707, die 1961 erstmals New York City anflog. 1962 kamen Boeing 720, Fokker F-27 und Sikorsky S-61N Hubschrauber zur Flotte hinzu. Eine Boeing 720 der Fluggesellschaft stellte noch im selben Jahr einen Rekord auf, als sie die Strecke von Karatschi nach London in weniger als sieben Stunden zurücklegte. Im Jahr 1964 war Pakistan International Airlines die erste Fluggesellschaft eines nicht-kommunistischen Landes, die die Volksrepublik China anflog. Während des Krieges zwischen Indien und Pakistan im Jahr 1965 half PIA den pakistanischen Streitkräften bei der Logistik und dem Transport. Im Jahr 1966 wurde die Hawker Siddeley Trident als Ersatz für die Vickers Viscount eingeführt. Im Jahr 1967 erhielt Pakistan International Airlines den ersten Computer in Pakistan, ein IBM-Modell.
Im Jahr 1971 kam es durch den Krieg zwischen Pakistan und Indien und der Staatengründung Bangladeschs im alten Ostteil Pakistans zur Einstellung vieler Verbindungen und Flüge. Erst im folgenden Jahr, 1972, nahm die Fluggesellschaft nach einer Reorganisation ihren – auch internationalen – Flugbetrieb wieder auf. Noch im selben Jahr wurde Libyen angeflogen und eine Kooperation mit JAT geschlossen. Erstes Großraumflugzeug war 1973 die McDonnell Douglas DC-10-30. Im Jahr 1974 begann der Luftfrachtservice. Im Jahr 1975 wurden neue Uniformen für das PIA-Bordpersonal eingeführt. Im Jahr 1976 kamen zwei von TAP Portugal geleaste Boeing 747 zur Flotte hinzu, die später gekauft wurden.
Anfang der 1980er Jahre wurde ein Cargo-Center der Pakistan International Airlines in Karatschi eröffnet. Im Jahr 1982 kamen die Airbus-Modelle A300 für Kurz- und Mittelstrecken und A310 für Langstreckenflüge zur Flotte dazu. Beide Typen wurden eine wichtige Stütze des Unternehmens. Im Jahr 1985 wurden fünf Boeing 737 in die Flotte aufgenommen. Im Jahr 1989 flog die erste Maschine der Pakistan International Airlines unter der Leitung einer Pilotin.

### Entwicklung seit 1990

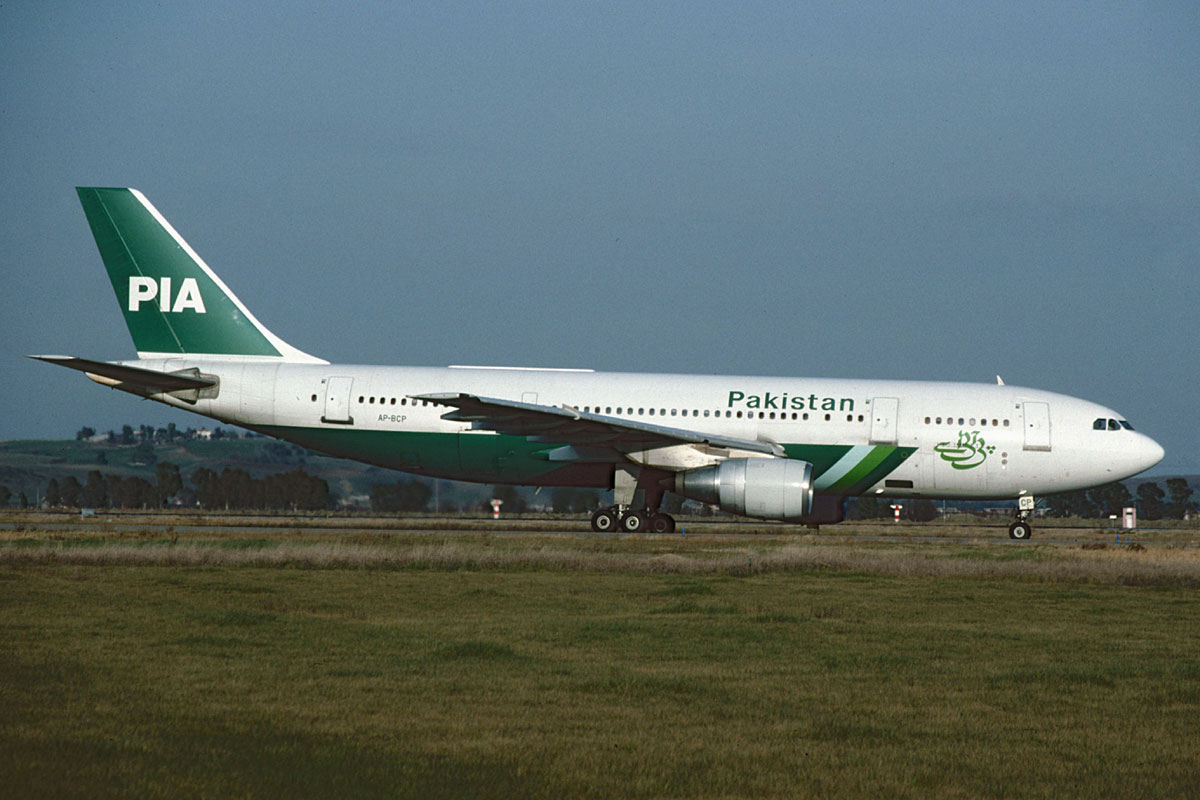
Airbus A300 der PIA, 1992

Im Jahr 1992 wurde erstmals Taschkent angeflogen und ein Jahr später Zürich. 1995 erhielt die Fluggesellschaft ihren ersten Boeing 747-Flugsimulator. Im Jahr 1996 wurde die Route nach Beirut wiedereröffnet. 1999 erhielt PIA sechs Boeing 747-300 von Cathay Pacific, mit diesen Flugzeugen wurde auch das Farbschema der Maschinen geändert.
Im Jahr 2002 bestellte PIA bei Boeing drei 777-200ER, zwei 777-200LR und drei 777-300ER. 2004 wurden die ersten 777-200ER an Pakistan International Airlines ausgeliefert. Die neuen 777-200ER erhielten gleich bei der Auslieferung ein neues Erscheinungsbild, das nun auch alle anderen Flugzeuge schrittweise erhielten. Im Jahr 2006 wurde die erste 777-200LR an PIA geliefert. Dies war weltweit die erste 777-200LR, die in Betrieb genommen wurde.
Für das Jahr 2006 meldete PIA ein Umsatzminus von 150,6 Millionen US-Dollar. Begründet wurden die Umsatzeinbußen mit steigenden Kerosinkosten auf dem internationalen Markt. PIA transportierte 2006 5,7 Millionen Passagiere, dies bedeutete einen Zuwachs von 5,1 % gegenüber dem Vorjahr und eine Auslastung von 73 %.
Am 3. März 2007 verkündete ein Sprecher der PIA, dass ab dem 10. März nur noch die Boeing-777-Flotte in der Europäischen Union landen darf, da in den anderen Maschinen der Langstreckenflotte massive Sicherheitsmängel vermutet und sie daher in die Liste der Betriebsuntersagungen für den Luftraum der Europäischen Union aufgenommen wurden. Am 4. Juli 2007 gab die Europäische Union bekannt, dass nun neben den Boeing 777 auch zwei 747-200, drei 747-300 und sechs Airbus A310 in den europäischen Luftraum einfliegen dürfen. Kurz darauf, am 9. Juli, kam es zu einem triebwerksbedingten Zwischenfall, wobei die betroffene 747-300 wieder zum Flughafen Dschidda zurückkehren musste. Ende November 2007 wurde PIA von der Schwarzen Liste gestrichen und darf seither wieder mit allen Maschinen der Langstreckenflotte die Flughäfen der Europäischen Union anfliegen.
Zum 60-jährigen Jubiläum der Aufnahme des internationalen Flugbetriebs der Gesellschaft wurde 2015 das ab 2010 genutzte Farbschema um Retro-Sonderbemalungen ergänzt. Im selben Jahr wurden die bereits stark veralteten Boeing 747-300 ausgemustert.
Am 4. Dezember 2015 wurde PIA auf präsidiale Anordnung in Pakistan International Airlines Corporation Limited umbenannt.
Der deutsche Bernd Hildenbrand, vormaliger Lufthansa-Manager, übernahm Anfang 2016 die Leitung der PIA. Bereits Ende des Jahres soll Hildenbrand anlässlich der geplanten Eröffnung der Strecke von Karachi mit Zwischenlandung in Leipzig/Halle nach New York eine Airbus A310 unter Wert dem Flughafen Leipzig/Halle verkauft haben. Im April 2017 soll unter seiner Regie ein Airbus A330 der Sri Lankan Airlines überteuert gemietet worden sein. Hildenbrand bestreitet die Vorwürfe, musste aber die Leitung des Unternehmens abgeben und arbeitet zurzeit als Chief Operating Officer für PIA. Der geplante Flug nach New York via Leipzig/Halle wurde zuerst mehrmals verschoben und bis dato noch nicht umgesetzt.
Im Jahr 2017 wurden schließlich auch die letzten Airbus A310-300 der PIA ausgemustert. Die älteste Maschine wurde im Besitz der PIA 27,2 Jahre alt, bevor sie außer Dienst gestellt wurde.

## Flugziele
Pakistan International Airlines fliegt zahlreiche Ziele innerhalb Pakistans sowie diverse Ziele in Asien und Europa an.
Codesharing
PIA unterhält Codeshare-Abkommen mit folgenden Fluggesellschaften:
| - Air Canada - Air France | - American Airlines - China Southern Airlines | - Etihad Airways - Malaysia Airlines | - SriLankan Airlines - Thai Airways International | - Turkish Airlines - Westjet Airlines |

## Flotte

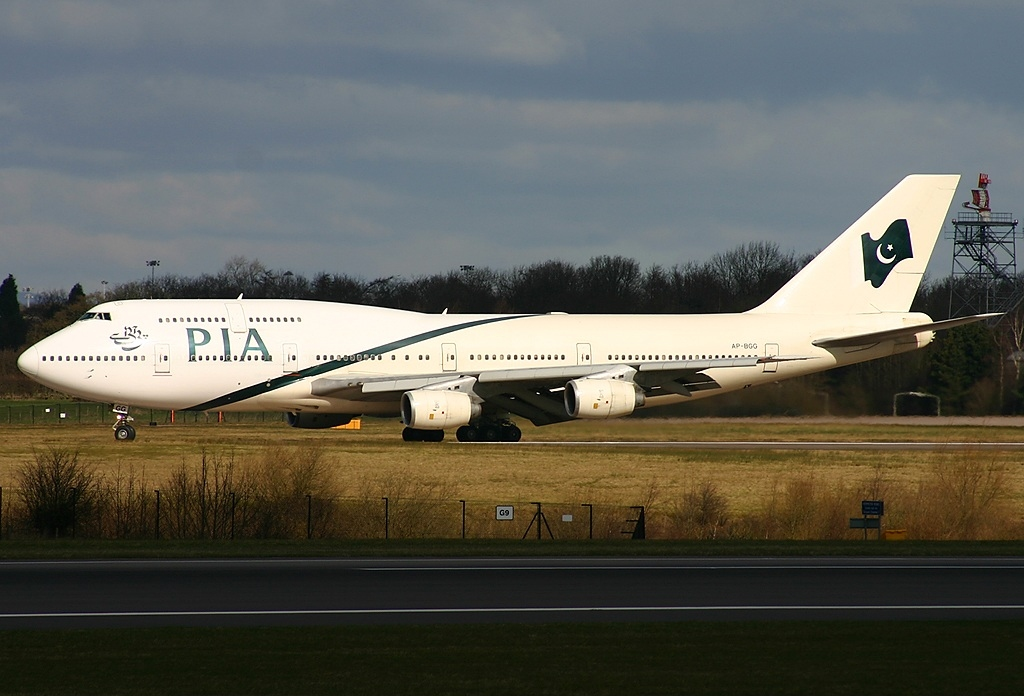
Boeing 747-300 der PIA im Jahr 2005

### Aktuelle Flotte
Mit Stand März 2023 besteht die Flotte der Pakistan International Airlines aus 31 Flugzeugen mit einem Durchschnittsalter von 15,1 Jahren:

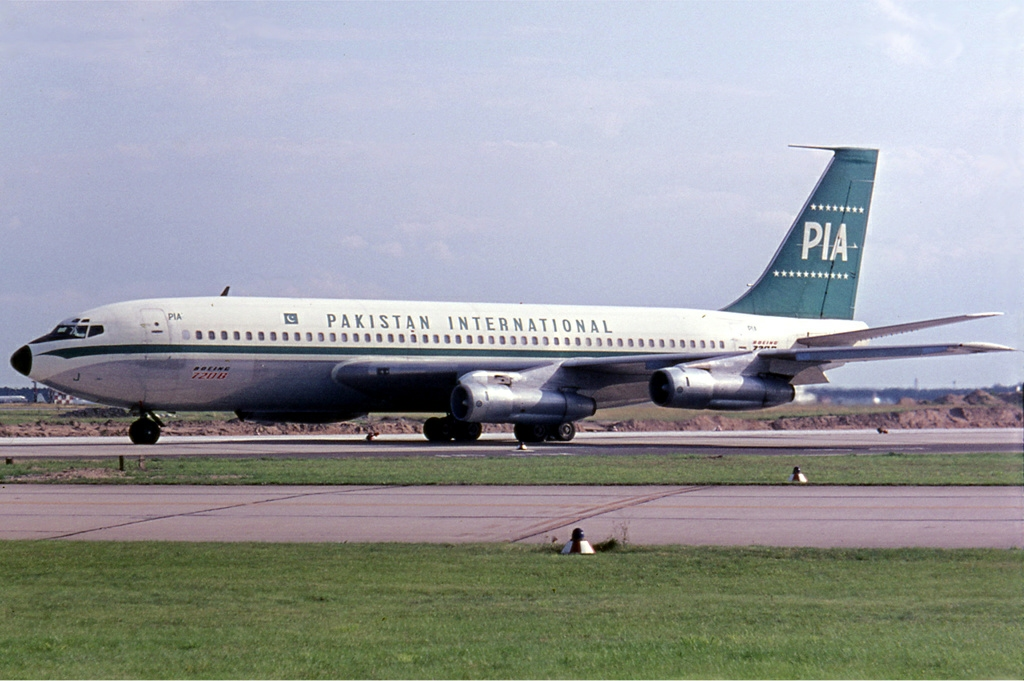
Boeing 720 der PIA, Frankfurt 1965

| Flugzeugtyp      | Anzahl | bestellt | Anmerkungen                                                        | Sitzplätze(Business/Eco+/Eco)   |
| ---------------- | ------ | -------- | ------------------------------------------------------------------ | ------------------------------- |
| Airbus A320-200  | 15     |          | einer inaktiv; drei mit Winglets; AP-BLA & AP-BLT in Retrobemalung | 158 (8/-/150)                   |
| ATR 42-500       | 03     |          |                                                                    | 48 (-/10/38)                    |
| ATR 72-500       | 01     |          |                                                                    | 68 (-/-/68)                     |
| Boeing 777-200ER | 08     |          | eine inaktiv; AP-BMG in Retrobemalung                              | 320 (35/45/240) 329 (35/54/240) |
| Boeing 777-300ER | 04     |          | eine inaktiv                                                       | 393 (35/54/304)                 |
| Boeing 787-8     |        | 8        |                                                                    | - offen -                       |
| Gesamt           | 31     | 8        |                                                                    |                                 |

### Zuvor eingesetzte Flugzeuge

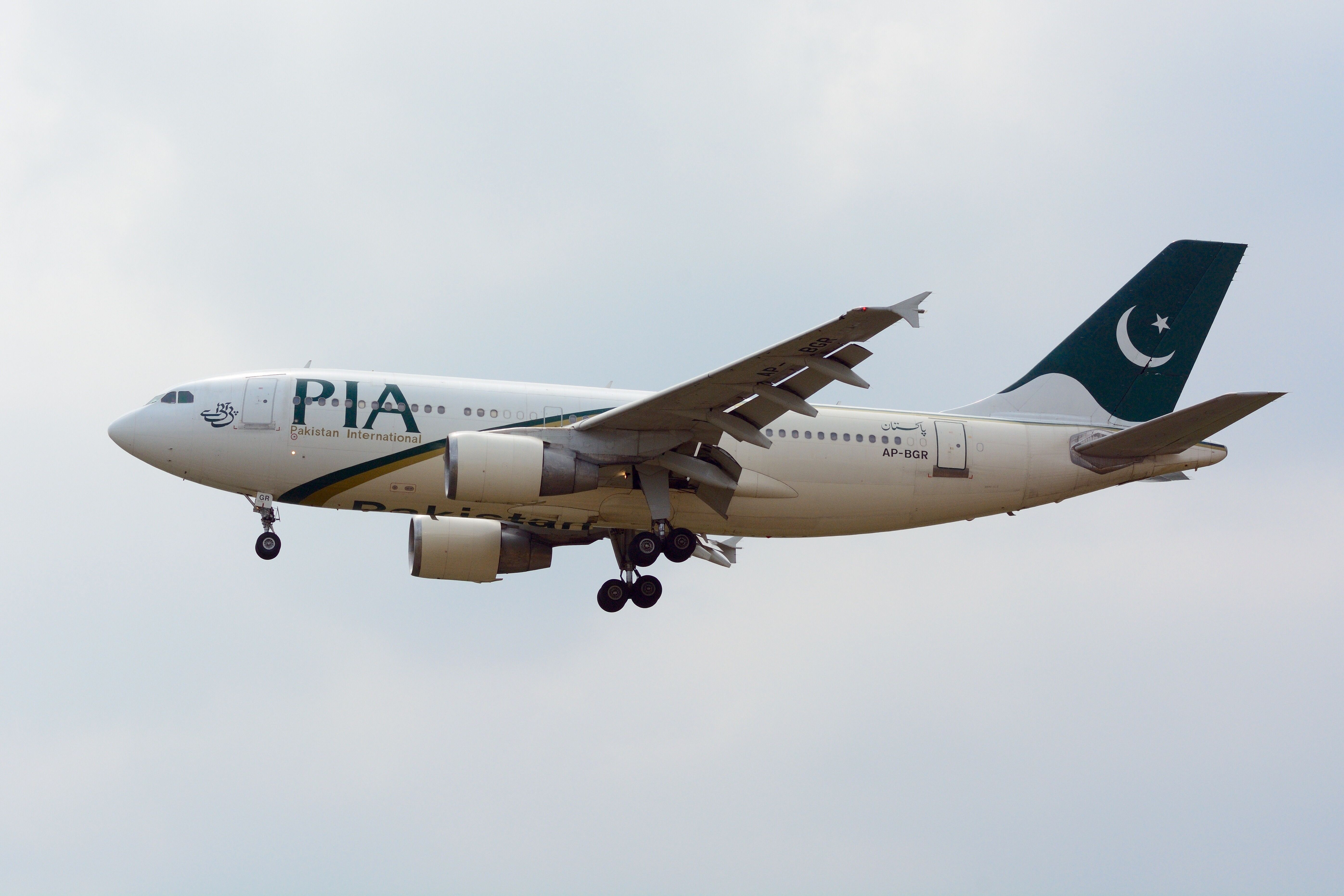
Airbus A310-300 der PIA

In der Vergangenheit betrieb PIA unter anderem folgende Flugzeugtypen:
- Airbus A300
- Airbus A310
- Boeing 707
- Boeing 720
- Boeing 737-300
- Boeing 747-200/300
- Boeing 777-200LR
- Convair CV-240
- de Havilland Canada DHC-6 Twin Otter
- Douglas DC-3
- Fokker F-27
- Hawker Siddeley Trident
- Lockheed Constellation
- Lockheed Super Constellation
- McDonnell Douglas DC-10-30
- Vickers Viscount

## Zwischenfälle
Pakistan International Airlines (PIA) samt ihrem früheren Namen Orient Airways verzeichnete von 1946 bis Oktober 2023 insgesamt 39 Zwischenfälle mit Totalverlust des Flugzeugs, davon 25 mit insgesamt 867 Todesfällen. Alleine vom Typ Fokker F-27 wurden 14 Stück zerstört. Beispiele für fast alle Zwischenfälle:
- Am 22. Oktober 1952 verunglückte eine Douglas DC-3/C-47A-15-DK der Orient Airways (Luftfahrzeugkennzeichen AP-AAZ) bei einer Notlandung in der Nähe von Jamshedpur (Indien). Von den drei Besatzungsmitgliedern, den einzigen Insassen auf dem Frachtflug, kam eines ums Leben.[16]

- Am 14. März 1953 wurde eine von der pakistanischen Regierung gemietete Convair CV-240-7 der Orient Airways (AP-AEG) auf dem Flug von Delhi (Indien) zum  Flughafen Dhaka-Tejgaon (Ostbengalen) in einen Berg im Bundesstaat Tripura (Indien) geflogen. Die Maschine war auf einem Flug von Karatschi über Delhi nach Dhaka. Der Kapitän war bei schlechter Sicht immer tiefer geflogen, um seine Position zu bestimmen. Bei diesem CFIT (Controlled flight into terrain) wurden alle 16 Insassen, 5 Besatzungsmitglieder und 11 Passagiere, getötet.[17][18]

- Am 3. August 1953 geriet eine Douglas DC-3/C-47-DL der Orient Airways (AP-AAD) kurz nach dem Start vom Flughafen Schardscha (Britisches Emirat) in eine steile Sinkkurve. Die Maschine wurde vom Ersten Offizier vom linken Sitz des Kapitäns geflogen. Der Kapitän übernahm die Steuerung, konnte aber den Aufschlag auf den Boden nicht mehr verhindern. Der Erste Offizier hatte in der Dunkelheit die Kontrolle verloren, weil er den Instrumentenflug nicht beherrschte. Von den 25 Insassen wurde ein Passagier getötet.[19]

- Am 11. Oktober 1954 kam es mit einer Douglas DC-3/C-47-DL der Orient Airways (AP-AAF) nach dem Start vom Flughafen Skardu (Pakistan) zu einer Notlandung im Einzugsgebiet des Flusses Skardu. Das Flugzeug wurde irreparabel beschädigt. Alle 11 Insassen, drei Besatzungsmitglieder und acht Passagiere, überlebten den Unfall.[20]

- Am 25. Februar 1956 wurde eine Douglas DC-3/C-47B-40-DK der Pakistan International Airlines (AP-ACZ) bei widrigem Wetter in eine Schlucht geflogen, die von 5.096 Meter hohen Bergen flankiert ist. In der Nähe des Dorfes Jalkot wurden noch zwei Kreise geflogen, bis die Maschine in einer Höhe von 14.000 bis 15.000 Fuß (4.270 bis 4.600 Metern) Höhe den Berg Lash Golath (Pakistan) rammte. Durch diesen CFIT (Controlled flight into terrain) wurden alle 3 Besatzungsmitglieder getötet, die einzigen Insassen auf dem Frachtflug.[21]

- Am 1. Juli 1957 verunglückte eine Douglas DC-3/C-47A-10-DK der Pakistan International Airlines (AP-AJS) auf dem Flug vom Flughafen Chittagong (Ostpakistan, heute Bangladesch) zum Flughafen Dhaka-Tejgaon im Wattenmeer im Golf von Bengalen. Alle 24 Insassen, vier Besatzungsmitglieder und 20 Passagiere, kamen ums Leben.[22]

- Am 15. Mai 1958 wurde eine Convair CV-240 der Pakistan International Airlines (AP-AEH) beim Nachtstart vom Flughafen Delhi-Palam (Indien) nach dem Abheben aus einer Höhe von etwa 60 Metern in einer leichten Linkskurve wieder in den Boden geflogen. Das Flugzeug schlug 220 Meter hinter dem Startbahnende und 100 Meter links von der Bahngrundlinie auf und explodierte. Ursache waren die ungenügenden Fähigkeiten des Kapitäns, nach Instrumenten zu fliegen, sowie möglicherweise eine leichte Erkrankung. Am einzigen einsatzbereiten Löschfahrzeug riss nach kurzer Zeit eine Rohrverbindung, so dass der Löschschaum nicht mehr direkt ausgebracht werden konnte. Bei diesem CFIT (Controlled flight into terrain) wurden 21 Insassen getötet, 4 Besatzungsmitglieder und 17 Passagiere;  die übrigen 17 Insassen überlebten (siehe auch Pakistan-International-Airlines-Flug 205).[23][24]

- Am 18. Mai 1959 verunglückte eine Vickers Viscount 815 der Pakistan Airlines (PIA) (AP-AJC) bei der Landung auf dem  Flughafen Islamabad (Pakistan). Der Kapitän versuchte, das Flugzeug am Landebahnende mit viel zu hoher Geschwindigkeit seitlich von der Bahn zu steuern. Das Fahrwerk brach zusammen, eine Tragfläche brach ebenfalls. Trotzdem überlebten alle 43 Insassen. Das erst vier Monate alte Flugzeug wurde irreparabel beschädigt.[25]

- Am 14. August 1959, nur drei Monate später, verunglückte erneut eine fast fabrikneue Vickers Viscount 815 der Pakistan International Airlines (PIA) (AP-AJE), diesmal auf einem Trainingsflug am Flughafen Karachi International (Pakistan). Obwohl beide rechte Triebwerke (Nr. 3 und 4) abgestellt waren, wurde in niedriger Höhe versucht durchzustarten. Erwartungsgemäß drehte das Flugzeug scharf nach rechts, die rechte Tragfläche kollidierte mit einer Mauer und das Flugzeug ging in Flammen auf. Trotzdem überlebte einer der drei Piloten, die anderen zwei wurden getötet (siehe auch Flugunfall der Pakistan International Airlines in Karatschi 1959).[26]

- Am 22. März 1961 wurde eine Douglas DC-3/C-47A-30-DL der Pakistan International Airlines (AP-AAC) in Paksi (Ostpakistan) irreparabel beschädigt. Nähere Einzelheiten sind derzeit nicht verfügbar. Über Personenschäden ist nichts bekannt.[27]

- Am 26. März 1965 verunglückte eine Douglas DC-3/C-47A-1-DK der Pakistan International Airlines (AP-AAH) nahe dem 3120 Meter hohen Lowari-Pass (Pakistan). Von den 26 Insassen kamen 22 ums Leben, alle 4 Besatzungsmitglieder und 18 Passagiere.[28]

- Am 20. Mai 1965 sank eine Boeing 720-040B (AP-AMH) im Anflug auf den Flughafen Kairo-International zu früh und wurde 20 Kilometer südlich der Landebahn in die Wüste geflogen. Sechs Passagiere überlebten den Unfall, aber insgesamt 121 Menschen an Bord wurden getötet, davon 108 Passagiere sowie die gesamte Besatzung von 13 Personen. Unfallursache war ein Controlled flight into terrain (siehe auch Pakistan-International-Airlines-Flug 705).[29]

- Am 6. August 1970 stürzte eine Fokker F-27-200 Friendship der Pakistan International Airlines (AP-ALM) 3 Minuten nach dem Start vom Flughafen Rawalpindi (Pakistan) ab. Das Wetter war zum Unfallzeitpunkt sehr schlecht und gekennzeichnet durch Gewitter, Starkregen und böigen Wind. Alle 30 Insassen, vier Besatzungsmitglieder und 26 Passagiere, kamen ums Leben.[30]

- Am 5. Dezember 1971 wurde eine de Havilland Canada DHC-6-300 Twin Otter der Pakistan International Airlines (AP-AWH) auf dem Flughafen Dhaka-Tejgaon (Bangladesch) durch einen Luftangriff einer Mikojan-Gurewitsch MiG-21 der indischen Streitkräfte zerstört. Über Personenschäden ist nichts bekannt.[31]

- Am 15. Dezember 1971 wurde eine Boeing 707-340C der Pakistan International Airlines (AP-AVZ) im Anflug auf den Flughafen Ürümqi-Diwopu (China) zu hoch angeflogen und setzte deshalb viel zu spät auf der Landebahn auf. Daher wurde das Landebahnende überrollt und das Flugzeug irreparabel beschädigt. Alle fünf Besatzungsmitglieder, die einzigen Insassen auf dem Frachtflug, überlebten den Unfall leicht verletzt.[32]

- Am 8. Dezember 1972 wurde eine Fokker F-27-600 Friendship der Pakistan International Airlines (AP-AUS) in der Nähe von Jalkot (Pakistan) bei regnerischem Wetter in einen Hügel geflogen. Bei diesem CFIT (Controlled flight into terrain) wurden alle 26 Insassen getötet, vier Besatzungsmitglieder und 22 Passagiere.[33]

- Am 26. November 1979 stürzte eine Boeing 707 (AP-AWZ) auf einem Flug mit Pilgern aus Mekka von Dschidda nach Karachi nach einem Notruf etwa 35 Minuten nach dem Start 50 Kilometer nördlich von Taif ab und brannte aus. Sämtliche 156 Insassen wurden getötet. Als Ursache wird ein von Passagieren in der Kabine benutzter benzinbetriebener Kocher angenommen, ein unter flugunerfahrenen Pilgern lange Zeit nicht unübliches Verhalten (siehe auch Pakistan-International-Airlines-Flug 740).[34]

- Am 8. Januar 1981 ließ sich bei einer Boeing 720-047B der PIA (AP-AXK) im Anflug auf den Flughafen von Quetta das Bugfahrwerk nicht ausfahren. Die Piloten entschieden sich daraufhin für eine Rückkehr zum Startflughafen Karachi (Pakistan), wo sie eine Landung mit eingefahrenem Bugfahrwerk durchführten. Alle 79 Insassen bleiben unverletzt. Das Flugzeug wurde allerdings irreparabel beschädigt.[35]

- Am 3. Februar 1981 brach in einer McDonnell Douglas DC-10-30 der Pakistan International Airlines (AP-AXE) bei Wartungsarbeiten auf dem Flughafen Karachi (Pakistan) ein Feuer aus. Das Flugzeug wurde irreparabel beschädigt. Über Personenschäden ist nichts bekannt.[36]

- Am 2. März 1981 wurde eine Boeing 720-030B (AP-AZP) mit 148 Insassen auf einem Inlandsflug von Peschawar nach Kabul im sowjetisch besetzten Afghanistan entführt. Die Entführer verlangten die Freilassung von 90 in Pakistan inhaftierten Gefangenen und die Einstellung von Propaganda gegen die linke militante Organisation Al-Zulfiqar der Pakistanischen Volkspartei (PPP), der die Entführer ebenfalls angehörten. Am 4. März wurden 27 Personen freigelassen. Zwei Tage später wurde ein Passagier erschossen. Am 9. März landete das Flugzeug in Damaskus, Syrien. Die pakistanische Regierung unter Mohammed Zia ul-Haq ließ daraufhin 54 Häftlinge nach Syrien ausfliegen. Am 14. März ergaben sich die Entführer den syrischen Sicherheitskräften.

- Am 25. August 1989 verschwand eine Fokker F-27-200 (AP-BBF) auf einem Flug von Gilgit nach Islamabad mit 54 Insassen. Vier Minuten nach dem Start wurde der letzte Funkspruch empfangen. Das Wrack der Maschine wurde bis heute nicht gefunden; ein Absturz im Himalaya gilt als wahrscheinlich.[37][38][39]

- Am 7. Februar 1992 kam eine Boeing 707-351B der Pakistan International Airlines (AP-AZW) bei der Landung auf dem Flughafen Karachi (Pakistan) seitlich von der Landebahn ab und wurde irreparabel beschädigt. Personen kamen nicht zu Schaden. Das Flugzeug wurde im Dezember 1993 verschrottet.[40]

- Am 28. September 1992 wurde ein Airbus A300B4 (AP-BCP) der Pakistan International Airlines beim Landeanflug auf den Flughafen Kathmandu (Nepal) in einen Berg geflogen. Alle 167 Insassen wurden getötet. Auch hier war die Unfallursache ein Controlled flight into terrain (CFIT) (siehe auch Pakistan-International-Airlines-Flug 268).[41]

- Am 17. Oktober 2001 brach an einem Airbus A300B4-203 der Pakistan International Airlines (AP-BCJ) bei der Landung auf dem Flughafen Dubai (Vereinigte Arabische Emirate) das rechte Hauptfahrwerk zusammen. Daraufhin geriet die Maschine von der Landebahn ab und blieb 50 Meter abseits davon im Sand stecken. Dabei wurde die rechte Tragfläche beschädigt und das Triebwerk Nr. 2 brach ab. Alle 205 Insassen, zwölf Besatzungsmitglieder und 193 Passagiere, überlebten den Unfall. Das Flugzeug wurde irreparabel beschädigt.[42]

- Am 1. März 2004 platzten an einem Airbus A300B4-203 der Pakistan International Airlines (AP-BBA) bei einem Nachtstart auf dem Flughafen Jeddah (Saudi-Arabien) zwei der linken Reifen. Beim Startabbruch wurden Reifenteile in das linke Triebwerk eingesaugt und dieses stark beschädigt, ebenso die linke Tragfläche an den Treibstofftanks. Nach dem Löschen des Fahrwerksbrandes war das Flugzeug wirtschaftlich nicht mehr reparabel. Alle 273 Insassen, zwölf Besatzungsmitglieder und 261 Passagiere, überlebten den Unfall.[43]

- Am 16. Juni 2004 überrollte eine Fokker F-27-200 (AP-AUR) das Ende der 1768 m langen Landebahn des Flughafens Chitral und wurde irreparabel beschädigt. Alle 40 Insassen überlebten den Unfall.[44]

- Am 10. Juli 2006 stürzte eine Fokker F-27-200 (AP-BAL) kurz nach dem Start vom Flughafen Multan ab. Alle 45 Personen an Bord kamen ums Leben. Der Kapitän hatte den Start trotz eines Triebwerksschadens noch während des Startlaufs fortgesetzt; es kam zum Strömungsabriss. Der Triebwerksschaden selbst war durch Wartungsfehler verursacht worden (siehe auch Pakistan-International-Airlines-Flug 688).[45]

- Am 31. August 2012 geriet eine ATR 42-500 der Pakistan International Airlines (AP-BHJ) auf dem Flughafen Lahore (Pakistan) bei der Landung von der Landebahn ab. Das rechte Hauptfahrwerk brach zusammen, die Maschine kam auf der rechten Seite liegend zum Stillstand. Alle 46 Insassen, vier Besatzungsmitglieder und 42 Passagiere, überlebten den Unfall. Das Flugzeug wurde irreparabel beschädigt.[46]

- Am 11. Februar 2013 wurde eine Boeing 737-33A der Pakistan International Airlines (AP-BEH) auf dem Flughafen Maskat-Seeb (Oman) derart hart gelandet, dass das linke Hauptfahrwerk abknickte. Daraufhin schlug die linke Tragfläche samt Triebwerk Nr. 1 auf der Landebahn auf. Das Flugzeug wurde irreparabel beschädigt. Alle 108 Insassen überlebten den Unfall.[47]

- Am 8. Juni 2014 griffen zehn schwerbewaffnete militante Aktivisten den Flughafen Karachi (Pakistan) an. Dabei wurden 36 Menschen getötet und unter anderem eine Boeing 747-367 der Pakistan International Airlines (AP-BFV) irreparabel beschädigt (siehe auch Angriff auf den Jinnah International Airport 2014).[48]

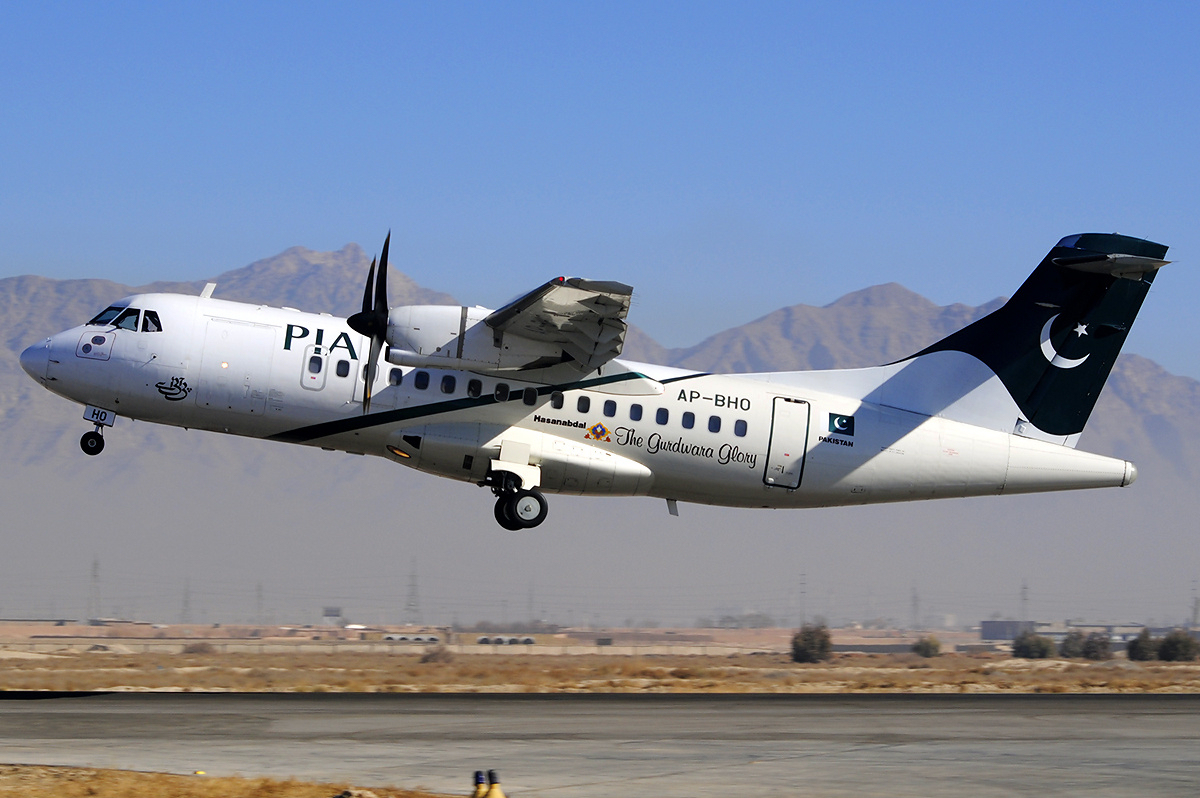
Die am 7. Dezember 2016 verunglückte ATR 42 der PIA

- Am 24. Juni 2014 wurde ein Airbus A310 (AP-BGN) im Landeanflug auf den Peshawar International Airport beschossen. Dabei wurde eine Passagierin getötet, drei Flugbegleiter wurden verletzt. Das Flugzeug, das am Flughafen Riad gestartet war, wurde von sechs Kugeln getroffen, mindestens eine davon traf ein Triebwerk.[49][50]

- Am 7. Dezember 2016 verunglückte eine ATR-42-500 (AP-BHO) aus Chitral kommend beim Landeanflug auf den Flughafen Islamabad mit sechs Besatzungsmitgliedern und 42 Fluggästen an Bord unweit der Ortschaft Havelian. Es gab keine Überlebenden (siehe auch Pakistan-International-Airlines-Flug 661).[51][52]

- Am 24. November 2018 wurde eine ATR 72-212A der Pakistan International Airlines (AP-BKW) auf dem Flughafen Karachi (Pakistan) durch einen Mechaniker irreparabel ramponiert. In einem Triebwerksprüfstand wurde zunächst maximaler Umkehrschub gegeben, woraufhin sich das Flugzeug 3 Meter nach hinten bewegte. Durch falsche Betätigung der Triebwerkshebel begann es dann, sich nach vorne zu bewegen. Da die Bremsen vorher nicht entlüftet worden und daher wirkungslos waren und die Bremsklötze kleiner als vorgeschrieben waren, rollte die Maschine immer weiter. Zunächst rammte die linke Tragflächenspitze die Frontscheibe einer geparkten Boeing 737 der Shaheen Air International. Beim Weiterrollen schlug sie in den Radom (Antennenkuppel) im Bug einer weiteren geparkten Boeing 737 ein. Dann bohrte sich der rotierende linke Propeller in den Rumpf eines weiteren geparkten Flugzeugs hinein und das Flugzeug kam schließlich nach etwa 140 Metern zum Stillstand. Personen kamen nicht zu Schaden. Im Untersuchungsbericht wurden auch die mangelhaften Verfahren, fehlende Aufsichten und nicht vorhandene Qualifikation des Wartungspersonals kritisiert.[53]

- Am 20. Juli 2019 geriet eine ATR 42-500 der Pakistan International Airlines (AP-BHP) bei der Landung auf dem Flughafen Gilgit (Pakistan) von der Landebahn ab. Das rechte Hauptfahrwerk versank im weichen Boden, der rechte Propeller wurde schwer beschädigt. Alle Insassen überlebten den Unfall. Das Flugzeug wurde irreparabel beschädigt.[54]

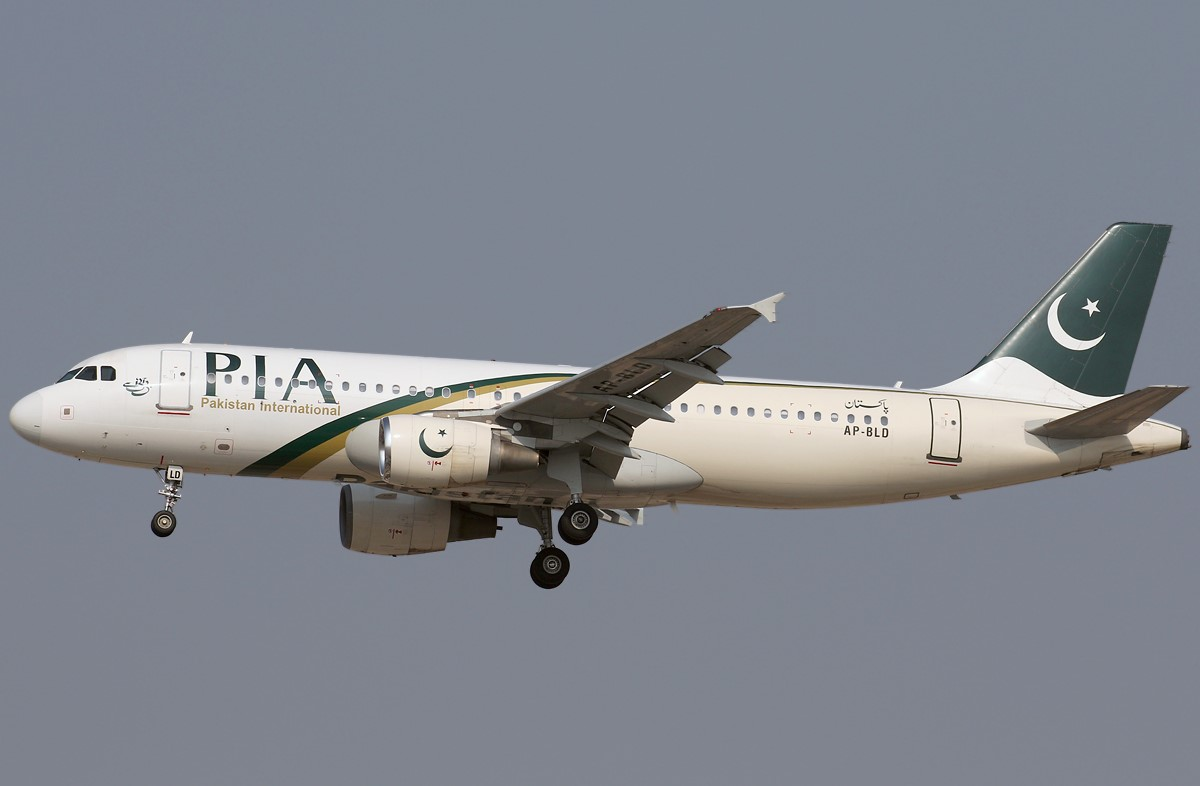
Der am 22. Mai 2020 verunglückte Airbus A320 AP-BLD der PIA

- Am 22. Mai 2020 stürzte ein Airbus A320-200 der Pakistan International Airlines (AP-BLD) in eine Wohnsiedlung in Karatschi. Die Piloten flogen beim ersten Anflug auf den Flughafen Karatschi viel zu hoch und zu schnell an, worauf der Fluglotse sie mehrfach hinwies. Trotzdem setzten sie den Anflug fort. Dies hatte zur Folge, dass das Flugzeug mit eingefahrenem Fahrwerk etwa 1300 Meter, 1650 Meter und 2100 Meter hinter der Schwelle der Landebahn mehrfach mit den Triebwerken auf selbige prallte. Statt dann auf den Triebwerken zu landen, wurde das auf dem Bauch rutschende Flugzeug durchgestartet und die Piloten zwangen ihre schwer beschädigte Maschine wieder in die Luft. Auf 1800 Fuß Höhe fielen beide Triebwerke aus. Aufgrund der geringen Höhe gelang es den Piloten nicht mehr, zum Flughafen zurückzukehren. Das aus Lahore kommende Flugzeug stürzte 1400 Meter östlich der Landebahn in ein dicht besiedeltes Wohngebiet, wobei 89 der 91 Passagiere und alle acht Besatzungsmitglieder ums Leben kamen. Am Boden gab es ein Todesopfer und sieben Verletzte, während 19 Gebäude beschädigt und etwa ein Dutzend Fahrzeuge zerstört wurden. (siehe auch Pakistan-International-Airlines-Flug 8303).[55][56]

## Einflugverbot in den Europäischen Luftraum im Jahr 2020
Am 30. Juni 2020 wurde bekannt, dass die EASA der PIA den Einflug in den europäischen Luftraum ab dem 1. Juli 2020 untersagt hat. Auch das Vereinigte Königreich und die Vereinigten Staaten zogen nach. Formale Begründung ist die mangelhafte Umsetzung eines vorgeschriebenen Flight Safety Management Systems. Gleichzeitig wurde auf gefälschte oder zumindest zweifelhafte Lizenzen bei 260 der insgesamt 840 pakistanischen Piloten hingewiesen. Das Verbot wurde zunächst auf sechs Monate festgelegt, dann jedoch immer wieder verlängert. Anfang Dezember 2024 wurden die Beschränkungen in der EU und dem Vereinigten Königreich zurückgenommen, die Gesellschaft plant, die Flüge innerhalb weniger Wochen wieder aufzunehmen.